# Dick Grijpink
Hendricus Josephus (Dick) Grijpink (Amsterdam, 4 juni 1949) is een Nederlands bestuurder en zakenman, die bekend werd als politiefunctionaris en directeur van de Taxi Centrale Amsterdam.
Grijpink begon zijn loopbaan bij de Kas-Associatie in Amsterdam. In 1978 stapte hij over naar de politie en werd hij geplaatst op het bureau Warmoesstraat op de Wallen. Hij klom op tot rechercheur en belandde uiteindelijk bij de Politie Inlichtingsdienst, waar hij zeven jaar werkzaam was. 
In 1990 voltooide hij zijn studie Nederlands Recht aan de Universiteit van Amsterdam.
In hetzelfde jaar trad hij als leidinggevende in dienst van het Openbaar Lichaam Taxivervoer AZAM in de functie van secretaris.
In 1996 stapte hij over naar de TCA (Taxi Centrale Amsterdam) waar hij werd benoemd tot algemeen directeur. 
Grijpink speelde een gezichtsbepalende rol in de taxioorlog in Amsterdam tussen de TCA, de concurrentie en de overheid. Hij werd samen met twee bestuursleden van de TCA in februari 2001 opgepakt door de politie op verdenking van het aanzetten tot geweld, verschillende vermogensdelicten en het vormen van een criminele organisatie. In 2009 werd deze strafzaak na negen jaar onderzoek geseponeerd. 
Ondertussen was Grijpink echter wel zijn baan kwijtgeraakt. In juli 2006 werden Grijpink en het volledige bestuur door de Ondernemingskamer van het Gerechtshof in een door 229 certificaathouders van TCA aangespannen procedure wegens wanbeleid bij de TCA ontslagen.
In hetzelfde jaar schreef hij zijn memoires in het boek De Afrekening.
In 2009 werd hij opgepakt in verband met het exploiteren van hennepplantages. Op 27 april 2011 werd hij door de rechtbank in Alkmaar wegens hennepteelt, deelname aan een criminele organisatie en witwassen tot dertig maanden celstraf veroordeeld. Het ging om een omvangrijke strafzaak waarin hij geen hoofdverdachte was. Grijpinks advocaat kondigde hoger beroep aan.